# 山田桂一郎
山田 桂一郎（やまだ けいいちろう、1965年2月24日 - ）は、日本の実業家、著作家、観光カリスマ。

## 人物
JTIC.SWISS（スイス・ツェルマット日本語インフォメーションセンター）ファウンダー・代表。元スイス・ツェルマット観光局、クラン＝モンタナ観光局、ヴェルビエ観光局、ヴァレー州観光局日本市場プロモーション担当。
- 観光カリスマ百選（内閣府、国土交通省、農林水産省認定）[2]
- 総務省地域力創造アドバイザー[3]
- 内閣官房地域活性化伝道師[4][5]
- 内閣官房クールジャパンプロデューサー[6]
- 環境省環境カウンセラー[7]
- 三重県庁三重県観光審議会委員[8]
- てしかが えこまち推進協議会[9] という日本初の住民主体のまちづくり組織の立ち上げ
- 広島県呉市顧問[10]
- 鹿児島市 観光未来戦略アドバイザー[11]
- 一般社団法人 日本スノースポーツ&リゾーツ協議会 参与[12]
- 一般財団法人地域活性化センター シニアフェロー [13]
- 総務省 自治大学校 講師[14]
- 農林水産省 農泊サポート事業 伴走支援型専門家[15]
- 観光庁 広域周遊観光促進のための専門家派遣事業登録専門家[16]
- エコツーリズム推進アドバイザー派遣事業[17]

その他
- スノーリゾート地域の活性化推進会議[18]
- 特定非営利活動法人日本エコツーリズム協会理事[19]
- まちづくり観光研究所主席研究員
- にっぽん炊き込みごはん協会代表[20]
- G1地域会議 登壇(2019,2021,2022)

大学での指導歴
- 北海道大学観光学高等研究センター客員准教授(2011)[21] [22]
- 和歌山大学南紀熊野サテライト客員教授[23]
- 奈良県立大学客員教授[24]
- 富山福祉短期大学客員教授[25]

日本とスイスを行き来するデュアルライフを30年以上行っている。
1年を通して飛行機の搭乗回数が非常に多く、ANAマイレージで「ダイヤモンド」ステイタス、JALでは、ダイヤモンドステイタスのさらに上のステイタス、最高位グレード「JGC Six Star（ミリオンマイラー）」を持っている。
サントリー シングルモルトウイスキー山崎をこよなく愛する。
セーリング（ヨット）競技の元国体選手であり、スイス・ツェルマットでは、夏のハイキング・トレッキングガイド、冬は日本人スキーインストラクター&ガイドとしても活動。パラグライダーライセンスももつ。

### 地域とのつながり
観光、地域振興の有識者として、世界・日本各地における地域振興・活性化の様々な事業における商品化、製品化、サービス化を、主に富裕層やFITをターゲットとして企画・プロデュース。県市町村の認知度向上と共に地域ブランドを構築。地域経営を軸としたマーケティングを実施。最終的には自立と持続可能なしくみと組織化を図りながら地域全体の景気（内需拡大）や人口増（就業者増）に繋げるため、全国各地でセミナー（インバウンドビジネス、DMO、エリアマネジメント&マーケティングが多い）や講演等の講師も行う。
現地に何度も足を運び、地域住民との共有時間を増やし、地域が求めているものを的確にその特性や時間と空間に合う形を見つけ出すまで関わる。人と地域が自ら行動出来る体制、住民たちによって「自立・継続可能な地域のあり方」を講座・セミナーでは、徹底的に「地域性（個性）」重視のスタンスで取り組む。
- 沖縄離島ガイド・プロジェクト おくなわ　有識者委員 [26][27]

DMO / Destination Management Organization（デスティネーション・マネージメント・オーガニゼーション）及びDMO候補法人の取組の実態を踏まえ、持続可能な観光立国の実現という観点から求められる世界水準のDMOのあり方について検討する、「世界水準のDMOのあり方に関する検討会」の有識者として、以下の全国各地の日本版DMO立ち上げに携わる。
- （一社）気仙沼地域戦略[29] 気仙沼観光推進機構アドバイザー[29]
- （一社）八重山ビジターズビューロー[30] 外部有識者委員会委員長

### マウンテンリゾートとの関わり
Mt.6（ベスト・オブ・ザ・クラッシック・マウンテンリゾート/山岳リゾート）環境政策顧問・CS（顧客満足度推進）顧問就任。Mt.6とは、日本の山岳リゾートである野沢温泉、蔵王温泉、志賀高原、草津温泉、白馬八方尾根、妙高高原が、1999年6月に「リゾート文化の創造と継承」を誓い、情報交換を行ないながら、より質の高いサービスを提供しようと組織された連合体である。この広域連合体は、6地域の観光関係者やスキー業界関係者などから成る完全な民間の組織。
この組織のヒントになったのは、ヨーロッパアルプスの広域連合体でスイス、オーストリア、フランス、ドイツ、イタリアの歴史ある高級通年リゾート12地域から成る「Best of the Alps（ベスト・オブ・ジ・アルプス）」。Best of the Alps事務局があったスイスのツェルマット観光局の仕事をしていた関係もあってMt.6に係わることになった。

## 観光塾
日本各地で「観光塾」を開き、塾長や教授を務める。
- てしかが観光塾[31]（北海道・弟子屈町）
- とやま観光未来創造塾[32]（富山県）
- 観光みやざき創生塾（宮崎県）[33]
- 南紀熊野観光塾（和歌山大学）[34]
- こうち観光カレッジ（高知大学）[35]
- DMO養成塾2020-2021（成田空港活用協議会)
- かごしま観光未来塾[11]（鹿児島市）

## 受賞
- 2011年 - 日経ビジネス「次代を創る100人」[36]

## 著作
- 観光立国の正体（藻谷浩介との共著 / 2016年11月、新潮新書、ISBN 9784106106927）
- 知られざる日本の地域力（椎川忍、小田切徳美、木村俊昭、髙橋信博、武居丈二、斉藤俊幸、宮口侗廸、藻谷浩介、小西砂千夫との共著 / 2014年12月8日、今井出版、ISBN 978-4-906794-67-6）

## 論文
- 基調論文「真の観光立国を目指す」（一般財団法人 地域活性化センター刊行「地域づくり」2019年2月号）[37]